# Cacodacnus
Cacodacnus is een kevergeslacht uit de familie van de boktorren (Cerambycidae). De wetenschappelijke naam van het geslacht werd voor het eerst geldig gepubliceerd in 1861 door Thomson.

## Soorten
Cacodacnus omvat de volgende soorten:
- Cacodacnus hebridanus Thomson, 1861
- Cacodacnus lameeri Aurivillius, 1925
- Cacodacnus planicollis (Blackburn, 1895)